# Bernard Cornwell
Bernard Cornwell (Londres, 23 de febrero de 1944) es un divulgador de la leyenda negra, novelista y periodista inglés. A muy corta edad perdió a sus padres: un soldado de las Reales Fuerzas Aéreas Canadienses y una recluta del Cuerpo Auxiliar Femenino Británico. El apellido Cornwell es el de su madre. Adoptado por los miembros de una estricta secta protestante, Cornwell cursó diversos estudios y llegó a ser empleado como maestro tras pasar por la universidad. Tras trabajar para la BBC, se trasladó a Estados Unidos donde comenzó las sagas históricas por las que se ha hecho famoso. Según Cornwell, la decisión de escribir procede de una necesidad estrictamente económica: al no tener tarjeta de residente, solo la actividad intelectual le estaba permitida para ganarse la vida dentro de la legalidad.
En junio de 2006, fue nombrado oficial de la Orden del Imperio Británico dentro de la lista colectiva en honor del 80 cumpleaños de la reina Isabel II.
En España, sus novelas has sido publicadas por Edhasa y Quinteto. Sus principales sagas son las dedicadas al fusilero Richard Sharpe en la época de la conquista de la India por el Imperio británico y las guerras napoleónicas. Editada bajo el epígrafe "El sable y el fusil", la saga fue adaptada para televisión por la BBC, y Sean Bean fue protagonista.
Hay otras tres series de Cornwell publicadas en español, dedicadas: a las leyendas artúricas (compuesta por El rey del invierno, El enemigo de Dios y Excalibur); al arquero Thomas de Hookton (Arqueros del rey, La batalla del Grial, El sitio de Calais y 1356) y, por último, "The Warrior chronicles" ambientada en las invasiones vikingas de Gran Bretaña durante el reinado de Alfredo el Grande (hasta el momento, Northumbria, el último reino, Svein, el del caballo blanco, Los Señores del Norte, La canción de la espada, La tierra en llamas,  Muerte de Reyes, Uhtred, el pagano, El trono vacante, Guerreros de la tormenta y El portador de la llama).[cita requerida]. Esta última saga ha sido adaptada para la serie de televisión The Last Kingdom.
También se han publicado en español sus novelas Stonehenge y El ladrón de la horca. Hay al menos otras seis novelas inéditas.[cita requerida]
Además, en el 2011 editaron el primero de sus libros de la saga de Nathaniel Starbuck, llamado en español Rebelde.

### Las aventuras del fusilero Richard Sharpe
Debido al éxito de la adaptación televisiva que la BBC realizó de la saga de Richard Sharpe, Cornwell escribió varios libros que precedían a la estancia europea del fusilero y rellenó algunos huecos de la estancia de Sharpe en España y Francia. El orden cronológico de sus aventuras es el siguiente:
- (Sharpe's Story, 2007, historia corta)
- Sharpe y el tigre de Bengala (Sharpe's Tiger, 1997, el asedio de Seringapatam, 1799)
- El triunfo de Sharpe (Sharpe's Triumph, 1998, la batalla de Assaye, septiembre de 1803)
- Sharpe y la fortaleza india (Sharpe's Fortress, 1999, el asedio de Gawilghur, diciembre de 1803)
- Sharpe en Trafalgar (Sharpe's Trafalgar, 2000, la batalla de Trafalgar, octubre de 1805)
- La presa de Sharpe(Sharpe's Prey, 2001, la expedición a Copenhague, 1807)
- Los rifles de Sharpe (Sharpe's Rifles, 1988, la invasión francesa de Galicia, enero de 1809)
- Los estragos de Sharpe (Sharpe's Havoc, 2003, la campaña en el norte de Portugal, Primavera de 1809)
- Sharpe y el águila del imperio (Sharpe's Eagle, 1981, la campaña de Talavera, julio de 1809)
- Sharpe y el oro de los españoles (Sharpe's Gold, 1981, la destrucción de Almeida, agosto de 1810)
- La fuga de Sharpe (Sharpe's Escape, 2004, la campaña de Bussaco, 1810)
- La furia de Sharpe (Sharpe's Fury, 2006, la batalla de la Barrosa, marzo de 1811) (trad. Montse Batista, 2008)
- La batalla de Sharpe (Sharpe's Battle, 1995, la batalla de Fuentes de Oñoro, mayo de 1811)
- Sharpe y sus fusileros (Sharpe's Company, 1982, el asedio de Badajoz, de enero a abril de 1812)
- Sharpe y la campaña de Salamanca (Sharpe's Sword, 1983, la campaña de Salamanca, de junio a julio de 1812)
  - Sharpe's Skirmish (1999, historia corta; 2002 edición revisada, la defensa del río Tormes, agosto de 1812)
- Sharpe y su peor enemigo (Sharpe's Enemy, 1984, la defensa de Portugal, Navidad de 1812)
- Sharpe y la batalla de Vitoria (Sharpe's Honour, 1985, la campaña de Vitoria, febrero a junio de 1813)
- Sharpe y su regimiento (Sharpe's Regiment, 1986, la invasión de Francia, junio y noviembre de 1813)
  - Sharpe's Christmas (1994, historia corta; 2003 edición revisada, Navidad de 1813)
- Sharpe a la conquista de Francia (Sharpe's Siege, 1987, la campaña de Invierno de 1814)
- La venganza de Sharpe (Sharpe's Revenge, 1989, la Paz de 1814)
- Sharpe en Waterloo (Sharpe's Waterloo, 1990, la campaña de Waterloo, del 15 al 18 de junio de 1815)
  - Sharpe's Ransom (1994, historia corta; 2003 edición revisada, Navidad de 181¿?)
- El asesino de Sharpe (1815, la ocupación de Paris después de Waterloo)
- El Diablo de Sharpe(Sharpe's Devil, 1992, Richard Sharpe y el Emperador y la independencia de Chile, 1820-21)(trad. Montse Batista

### Guerra de la Secesión Americana
- Rebelde (Rebel, 1993)
- Copperhead (Copperhead, 1994)
- (Battle Flag, 1995)
- (The Bloody Ground, 1996)

### Crónicas del señor de la guerra
En tres volúmenes, Cornwell relata su visión puramente histórica de la realidad tras el mito de la leyenda artúrica. El lapso cronológico es el de la vida del narrador, uno de los capitanes de Arturo. El trasfondo histórico es el de la resistencia de los reinos britano-romanos frente a la invasión sajona:
- El rey del invierno (The Winter King, 1995)
- El enemigo de Dios (Enemy of God, 1996)
- Excalibur (Excalibur: A Novel of Arthur, 1997)

### Arqueros del Rey
Serie ambientada en la guerra de los cien años.
- Arqueros del rey (Harlequin, 2000)
- La batalla del grial (Vagabond, 2002)
- El sitio de Calais (Heretic, 2003)
- 1356 (2013)

### Sajones, vikingos y normandos
- Northumbria, el último reino (The Last Kingdom, 2004).
- Svein, el del caballo blanco (The Pale Horseman, 2005).
- Los señores del norte (The Lords of the North, 2006).
- La canción de la espada (Sword Song, 2007).
- La tierra en llamas (The Burning Land, 2009).
- Muerte de reyes (Death Of Kings, 2011).
- Uhtred, el pagano (The Pagan Lord, 2013).
- El trono vacante (The Empty Throne, 2014).
- Guerreros de la tormenta (Warriors of the storm, 2015).
- El portador de la llama (The Flame Bearer, 2016).
- La guerra del lobo (War of Wolf, 2021).
- Espada de reyes (Sword Of Kings, 2022).

### Suspenso
- (Wildtrack, 1988)
- (Sea Lord, 1989)
- (Crackdown, 1990)
- (Stormchild, 1991)
- (Scoundrel, 1992)

### Otras novelas
- (Redcoat, 1987)
- El ladrón de la horca (Gallows Thief, 2001)
- Stonehenge. Una novela del año 2000 A.C. (Stonehenge: A Novel of 2000 BC, 1999)
- Azincourt (Agincourt, 2008)
- El Fuerte (The Fort, 2013)

#### como Susannah Kells
Con su esposa Judy como "Susannah Kells":
- (A Crowning Mercy, 1983)
- (Fallen Angels, 1984)
- (Coat of Arms, 1986)